# Nick Broomfield
Nicholas Broomfield, född 30 januari 1948 i London, Storbritannien, är en dokumentärfilmare. Broomfield använder så få medarbetare som möjligt när han gör sina filmer, han själv och en eller två kameramän. Detta ger hans dokumentärer en speciell stil och Broomfield kan ofta ses i dem hållande mikrofonbommen.
Han har bland annat gjort en dokumentär om Kurt Cobain och Courtney Love. I den spekuleras om att Courtney skall ha anlitat en musiker vid namn El Duce från gruppen The Mentors, för att mörda Cobain. Nick intervjuade honom när han gjorde dokumentären, och kort därefter dog musikern. Han sägs ha snubblat ut framför ett tåg.[källa behövs]

## Filmografi
- Who Cares? (1971)  Broomfields första film som han gjorde som student med en lånad kamera.
- Proud to be British (1973)
- Juvenile Liaison (1975)
- Behind the Rent Strike (1979)
- Whittingham (1980)
- Fort Augustus (1981)
- Soldier Girls (1981)
- Tatooed Tears (1982)
- Chicken Ranch (1983)
- Lily Tomlin (1986)
- Driving me Crazy (1988)
- Diamond Skulls (1989)
- The Leader, His Driver and the Driver's Wife (1991)
- Aileen Wuornos: The Selling of a Serial Killer (1992)
- Monster in a Box (1992)
- Tracking Down Maggie (1994)
- Heidi Fleiss: Hollywood Madam (1995)
- Fetishes (1996)
- Kurt and Courtney (1998)
- Biggie & Tupac (2002)
- Aileen: Life and Death of a Serial Killer (2003)
- Battle for Haditha (2007)

## Fotnoter
1. ↑  Internet Movie Database, IMDb-ID: nm0112374co0047972, läst: 12 augusti 2015.[källa från Wikidata]
2. 1 2  My Father And Me (på engelska), läs online.[källa från Wikidata]
3. ↑  Tjeckiska nationalbibliotekets databas, NKC-ID: xx0170071, läst: 16 december 2022.[källa från Wikidata]
4. ↑  IMDb-ID: nm0112374, läst: 12 september 2023.[källa från Wikidata]